# Tara Sharma
 (août 2016).
Si vous disposez d'ouvrages ou d'articles de référence ou si vous connaissez des sites web de qualité traitant du thème abordé ici, merci de compléter l'article en donnant les références utiles à sa vérifiabilité et en les liant à la section « Notes et références ».
Tara Sharma est une actrice et mannequin.

## Filmographie

### Films
| Année | Film                      | Personnage         | Langue  |
| ----- | ------------------------- | ------------------ | ------- |
| 2002  | Om Jai Jagadish           | Puja               | Hindi   |
| 2003  | Saaya                     | Dr. Maya Bhatnagar | Hindi   |
| 2004  | Masti                     | Geeta              | Hindi   |
| 2004  | Bardaasht                 | Ramola             | Hindi   |
| 2005  | Sitam                     | Chanda             | Hindi   |
| 2005  | Mr. Prime Minister        | Roshanara          | Hindi   |
| 2005  | Amavas                    | Tara               | Hindi   |
| 2005  | Page 3                    | Gayatri Sachdeva   | Hindi   |
| 2006  | Aksar                     | Nisha              | Hindi   |
| 2006  | Khosla Ka Ghosla          | Meghna             | Hindi   |
| 2007  | Heyy Babyy                | Special Appearance | Hindi   |
| 2007  | Overnight                 | Tara               |         |
| 2008  | The Other End of the Line | Zia                | Anglais |
| 2008  | Maharathi                 | Swati              | Hindi   |
| 2009  | Suno Na Ek Nanhi Aawaaz   | Anupama Nair       | Hindi   |
| 2009  | The Whisperers            | Kavita             | Hindi   |
| 2009  | Mumbai Cutting            | -NA -              | Hindi   |
| 2010  | Dulha Mil Gaya            | Tanvi              | Hindi   |
| 2010  | Prem Kaa Game             | Sheetal Sahni      | Hindi   |
| 2012  | 10mL Love                 | Shweta             | Hindi   |

### Télévision
| Année        | Titre                    | Rôle      | Langue  | Chaîne          |
| ------------ | ------------------------ | --------- | ------- | --------------- |
| 2007         | Raven: The Secret Temple | Satyarani | Anglais | BBC One         |
| 2011–présent | The Tara Sharma Show     | Elle-même | Hindi   | Viacom18 Colors |
| 2013–présent | The Tara Sharma Show     | Elle-même | Anglais | NDTV Good Times |